# 阿利亚
阿利亚（義大利語：Alia），是意大利南部西西里大区巴勒莫广域市的一个市镇。总面积45 km2 (17 sq mi)，总人口4,184，人口密度93/km2 (240/sq mi)。